# نقاط التحول في النظام المناخي

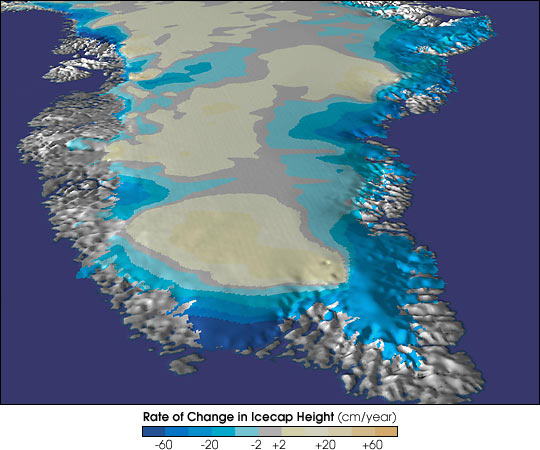

نقطة التحول في النظام المناخي هي العتبة التي يمكن أن تؤدي إلى تغييرات كبيرة في حالة النظام عند تجاوزها. تم تحديد نقاط التحول المحتملة في نظام المناخ المادي وفي النظام البيئي المتأثر، وفي بعض الأحيان كليهما. على سبيل المثال، تعتبر التغذية الراجعة من دورة الكربون العالمية محركًا يدفع للانتقال بين الفترات الجليدية والفترات بين الجليدية، ويوفر التأثير المداري للأرض الحافز لهذه التغييرات. يتضمن سجل درجة حرارة الأرض الجيولوجية العديد من الأمثلة على التحولات السريعة الجيولوجية بين مختلف حالات المناخ.
تحظى نقاط تحول المناخ بأهمية خاصة فيما يتعلق بمخاوف تغير المناخ في العصر الحديث. تم تحديد السلوك المحتمل لنقطة التحول بالنسبة لمتوسط درجة حرارة سطح الأرض من خلال دراسة التغذية الراجعة ذاتية التعزيز والسلوك السابق لنظام مناخ الأرض. يمكن أن تؤدي التغذية الراجعة ذاتية التعزيز في دورة الكربون والوضاءة الكوكبية إلى مجموعة متتالية من نقاط التحول التي تقود العالم إلى حالة مناخ الدفيئة.
يشار إلى المكونات واسعة النطاق لنظام الأرض التي قد تمر بنقطة تحول على أنها عناصر تحول. قد تتسبب عناصر التحول في الغطاء الجليدي في جرينلاند والقطب الجنوبي في ارتفاع عشرات الأمتار من مستوى سطح البحر. هذه النقاط ليست مفاجئة الحدوث. فعلى سبيل المثال، عند مستوى معين من ارتفاع درجة الحرارة، يصبح ذوبان جزء كبير من الغطاء الجليدي في جرينلاند و/أو صفيحة جليدية في القطب الجنوبي الغربي أمرًا لا مفر منه؛ لكن الطبقة الجليدية نفسها قد تستمر لعدة قرون. بعض عناصر التحول، مثل انهيار الأنظمة البيئية، دائمة لا رجعة فيها.

## التعريف
يعرّف تقرير التقييم الخامس للّجنة الدولية للتغيرات المناخية نقطة التحول على أنها تغيير لا رجعة فيه في نظام المناخ. ينص على أن المستويات الدقيقة من التغير في المناخ المطلوبة لإحداث نقطة تحول ما زالت غير مؤكدة، ولكن الخطر المرتبط بعبور نقاط التحول المتعددة يزيد مع ارتفاع درجة الحرارة. أحيانًا ما يتم استخدام تعريف أكثر اتساعًا لنقاط التحول، بما في ذلك نقاط تحول مفاجئة ولكن يمكن عكسها.
في الرياضيات، قُسمت نقاط التحول إلى ثلاثة أنواع تعتمد على الآليات الأساسية:
- التحول الناتج عن التشعب: يتغير النظام بشكل مفاجئ أو نوعي بعد مرور بطيء خلال عملية تشعب (على سبيل المثال، انهيار دوران المحيط الأطلسي الجنوبي)
- التحول الناتج عن الضوضاء: التحولات بسبب التقلبات العشوائية / التباين الداخلي للنظام (على سبيل المثال، أحداث دانسجارد-اوشجر)
- التحول الناتج عن معدل: الفشل في تتبع حالة ثابتة متغيرة (ببطء) ثابتة (على سبيل المثال، عدم استقرار قنبلة السماد)

في سياق التغير المناخي، تم تعريف «نقطة التحول للتكيف» على أنها «قيمة العتبة حيث يتم فيها تجاوز حدود الأنظمة البيئية أو التقنية أو الاقتصادية أو المكانية أو المقبولة اجتماعيًا.»

## نقاط التحول لدرجة الحرارة العالمية
هناك العديد من التغذيات الراجعة الإيجابية والسلبية لدرجات الحرارة العالمية ودورة الكربون تم تحديدها. تفيد التقارير بأن التغذية الراجعة لارتفاع درجات الحرارة تعتبر إيجابية بمجملها خلال الفترة المتبقية من هذا القرن، بينما يزداد عدم اليقين حول تأثير تغطية السحب. تُظهر نماذج دورة الكربون المعلنة من الفريق الحكومي الدولي المعني بتغير المناخ امتصاصًا أعلى للكربون في المحيط مقابل مسارات تركيز أعلى، لكن امتصاص الأرض للكربون غير مؤكد بسبب التأثير المشترك لتغير المناخ وتغيرات استخدام الأراضي.
يسمح السجل الجيولوجي لدرجة الحرارة وتركيز الغازات الدفيئة لعلماء المناخ بجمع معلومات عن التغذية الراجعة المناخية التي تؤدي إلى حالات مناخية مختلفة، مثل الربع الأخير (1.2 مليون سنة الماضية)، وفترة البلايوسين قبل خمسة ملايين سنة والفترة الطباشيريّة، منذ 100 مليون سنة. أدى جمع هذه المعلومات مع فهم التغير المناخي الحالي إلى اكتشاف التالي: «زيادة درجة الحرارة بدرجتين مئويتين يمكن أن ينشط عناصر التحول الهامة، مما يرفع درجة الحرارة بدرجة أكبر لتنشيط عناصر التحول الأخرى في سلسلة شبيهة بالدومينو يمكن أن تؤدي بنظام الأرض إلى ارتفاع أعلى في درجات الحرارة».
تعد سرعة التغذية الراجعة لنقطة التحول أمرًا بالغ الأهمية وغالبًا ما يفشل السجل الجيولوجي في توضيح ما إذا كانت التغيرات في درجات الحرارة في الماضي قد استغرقت بضعة عقود فقط أو عدة آلاف من السنين. على سبيل المثال، كانت نقطة التحول التي كان يُخشى منها لكونها مفاجئة وذات قاعًا هي إطلاق المركبات القفصية المدفونة في قاع البحر والتربة الصقيعية في قاع البحر، ولكن الاعتقاد السائد الآن يقول إن التغذية الراجعة لهذه العملية كانت طويلة الأمد.
قد تكون بعض التغذية الراجعة الفردية قوية بما يكفي لتحفيز بعض نقاط التحول من تلقاء ذاتها. تتنبأ دراسة أجريت عام 2019 بأنه إذا وصل مستوى الغازات الدفيئة إلى ثلاثة أضعاف المستوى الحالي لثاني أكسيد الكربون في الغلاف الجوي، يمكن أن تتفكك سحابة الطبقة الجوية بشكل مفاجئ، مما يساهم في ارتفاع درجات الحرارة بمقدار 8 درجات مئوية.

### تأثير الغازات الدفيئة الهاربة
يستخدم تأثير الاحتباس الحراري الهارب في الأوساط الفلكية للإشارة إلى تأثير الغازات الدفيئة الشديد لدرجة أن المحيطات تغلي وتجعل من الأرض كوكبًا غير صالح للسكن، وهي حالة مناخ لا رجعة فيها حدثت على كوكب الزهرة. ينص تقرير التقييم الخامس الصادر عن الفريق الحكومي الدولي المعني بتغير المناخ على أن "تأثير ظاهرة الاحتباس الحراري" –المشابهة لما حدث على كوكب الزهرة– يبدو أنه لا يوجد لديها أي فرصة تقريبًا للحدوث على الأرض نتيجة الأنشطة البشرية. " تتطلب الظروف الشبيهة بالزهرة للحدوث على الأرض تأثيرًا كبيرًا على المدى الطويل ومن غير المرجح أن يحدث ذلك حتى يزداد إشراق الشمس ببضع عشرات من النسبة المئوية، وتلك العملية بدورها سوف تستغرق عدة مليارات من السنين.
على الرغم من أن تأثير ظاهرة الاحتباس الحراري الهارب على الأرض أمر مستحيل تقريبًا، إلا أن هناك مؤشرات على أن الأرض يمكن أن تدخل في حالة دفيئة رطبة تجعل أجزاء كبيرة من الأرض غير صالحة للسكن إذا كان التأثير المناخي كبيرًا بما يكفي لجعل بخار الماء مكونًا رئيسيًا في الغلاف الجوي. من شأن التأثيرات المناخية التي صنعها الإنسان أن تزيد بخار الماء إلى حوالي 1٪ من كتلة الغلاف الجوي، مما يزيد من معدل هروب الهيدروجين إلى الفضاء. إذا كان هذا التأثير ناتجًا تمامًا عن ثاني أكسيد الكربون، فإن عملية التجوية ستزيل ثاني أكسيد الكربون الزائد في الغلاف الجوي قبل نفاد المحيطات بدرجة كبيرة.